# No More Mr. Nice Guy
«No More Mr. Nice Guy» — песня американской шок-рок-группы Alice Cooper, вышедшая на альбоме 1973 года Billion Dollar Babies. Песня была выпущена в качестве сингла и достигла 25-й позиции в чартах США и 10-й в чартах Великобритании. Песня способствовала тому, что альбом Billion Dollar Babies возглавил хит-парады как в США, так и в Британии.
Песня написана Элисом Купером и Майклом Брюсом в 1972 году. По словам Купера, он написал «No More Mr. Nice Guy» о реакции матери на его концертные выступления.

## Список композиций
| №  | Название               | Автор(ы)               | Длительность |
| -- | ---------------------- | ---------------------- | ------------ |
| 1. | «No More Mr. Nice Guy» | Майкл Брюс, Элис Купер | 3:05         |

| №  | Название             | Автор(ы)               | Длительность |
| -- | -------------------- | ---------------------- | ------------ |
| 1. | «Raped and Freezin’» | Майкл Брюс, Элис Купер | 3:15         |

## Участники записи
Alice Cooper band:
- Элис Купер — вокал
- Глен Бакстон — гитара
- Майкл Брюс[англ.] — ритм-гитара, клавишные, бэк-вокал
- Деннис Данауэй[англ.] — бас-гитара, бэк-вокал
- Нил Смит[англ.] — ударные, бэк-вокал

## Позиции в хит-парадах
Еженедельные чарты:
| Хит-парад (1973)                  | Позиция | Пребывание |
| --------------------------------- | ------- | ---------- |
| Австрия (Ö3 Austria Top 40)       | 14      | 4 недели   |
| Бельгия/Валлония (Ultratop 50)    | 40      | 3 недели   |
| Бельгия/Фландрия (Ultratop 50)    | 20      | 6 недель   |
| Великобритания (UK Singles Chart) | 10      | 10 недель  |
| Ирландия (IRMA)                   | 18      | 1 неделя   |
| Канада (RPM Albums Chart)         | 38      | 11 недель  |
| Нидерланды (Dutch Top 40)         | 8       | 7 недель   |
| США (Billboard Hot 100)           | 25      | 12 недель  |
| ФРГ (Offizielle Top 100)          | 10      | 14 недель  |

## Кавер-версия Megadeth
Кавер версия песни записана американской треш-метал-группы Megadeth, записанная для фильма «Электрошок». Это единственный сингл, где Дэйв Мастейн записывал все гитарные партии.

### Список композиций
| №  | Название               | Автор(ы)                                         | Исполнитель    | Длительность |
| -- | ---------------------- | ------------------------------------------------ | -------------- | ------------ |
| 1. | «No More Mr. Nice Guy» | Майкл Брюс, Элис Купер                           | Megadeth       | 3:01         |
| 2. | «Different Breed»      | Тони Фразитта                                    | Dead On        | 3:47         |
| 3. | «Demon Bell»           | Джейсон Макмастер, Дезмонд Чайлд, Dangerous Toys | Dangerous Toys | 3:55         |

### Участники записи
Megadeth:
- Дэйв Мастейн — все гитары, вокал
- Дэвид Эллефсон — бас-гитара
- Ник Менца — барабаны

### Позиции в хит-парадах
Еженедельные чарты:
| Хит-парад (1990)                    | Позиция | Пребывание |
| ----------------------------------- | ------- | ---------- |
| Великобритания (UK Singles Chart)   | 13      | 6 недель   |
| Европа (Eurochart Hot 100)          | 32      | нет данных |
| Ирландия (IRMA)                     | 7       | 5 недель   |
| Финляндия (Suomen virallinen lista) | 12      | нет данных |